# Holló Mária (orvos)
Holló Mária, születési nevén Heszler Mária Magdolna (Temesrékas, 1919. július 6. – Szeged, 1969. december 29.) bőrgyógyász, egyetemi docens.

## Élete
Heszler Emil anyakönyvvezető és Svidrán Anna gyermekeként szeretett. A szegedi Horthy Miklós Tudományegyetem Orvostudományi Karán 1943-ban avatták orvosdoktorrá. 1944 januárjában felvették a Szegedi Kerületi Orvosi Kamarába. 1943-tól a Bőr- és Nemibeteg Klinika gyakornoka, 1947 és 1950 között tanársegéde, 1950 és 1963 között adjunktusa, 1963-tól 1969. január 31-ei nyugdíjazásáig egyetemi docense volt. Halálát ciánmérgezés okozta.
Férje Zlatarov Sztojcsó volt. Elváltak.

## Főbb művei
- A sexualhormonok hatása a seborrhoeás hajhullásra. Novák Istvánnal. (Orvosi Hetilap, 1950, 28.)
- Die Wirkung der Röntgenbestrahlung und des Thalliums auf die Katalaseaktivitát der Haarkleidung und des Expithels. Sz. Zlatarovval. (Arch. Geschwulstforsch, 1954)
- The effect of X-rays on the phosphorus content of the hair bulbs. Sz. Zlatarovval. (Journal of Investigative Dermatology, 1956)